# Liste der Kulturdenkmäler in Dittershausen (Schwalmstadt)
Die folgende Liste enthält die in der Denkmaltopographie ausgewiesenen Kulturdenkmäler auf dem Gebiet des Ortsteils Dittershausen der  Stadt Schwalmstadt, Schwalm-Eder-Kreis, Hessen.
Hinweis: Die Reihenfolge der Denkmäler in dieser Liste orientiert sich an der Anschrift, alternativ ist sie auch nach der Bezeichnung, der vom Landesamt für Denkmalpflege vergebenen Nummer oder der Bauzeit sortierbar.
Kulturdenkmäler werden fortlaufend im Denkmalverzeichnis des Landes Hessen durch das Landesamt für Denkmalpflege Hessen auf Basis des Hessischen Denkmalschutzgesetzes (HDSchG) geführt. Die Schutzwürdigkeit eines Kulturdenkmals hängt nicht von der Eintragung in das Denkmalverzeichnis des Landes Hessen oder der Veröffentlichung in der Denkmaltopographie ab.

## Dittershausen
| Bild            | Bezeichnung                                                   | Lage                                   | Beschreibung | Bauzeit | Daten |
| --------------- | ------------------------------------------------------------- | -------------------------------------- | ------------ | ------- | ----- |
| Bild gesucht BW | Gesamtanlage Ortskern Dittershausen                           | Lage                                   |              |         |       |
| Bild gesucht BW | Ernhaus An der Schule 1                                       | An der Schule 1 Lage                   |              |         |       |
| Bild gesucht BW | Fachwerkhaus An der Schule 2                                  | An der Schule 2 Lage                   |              |         |       |
| Bild gesucht BW | Ehemalige Schule                                              | An der Schule 3 Lage                   |              |         |       |
| Bild gesucht BW | Hofanlage An der Schule 4                                     | An der Schule 4 Lage                   |              |         |       |
| Bild gesucht BW | Fachwerkhaus An der Schule 5                                  | An der Schule 5 Lage                   |              |         |       |
| Bild gesucht BW | Fachwerkwohnhaus An der Schule 7                              | An der Schule 7 Lage                   |              |         |       |
| Bild gesucht BW | Fachwerkhaus An der Schule 11                                 | An der Schule 11 Lage                  |              |         |       |
| Bild gesucht BW | Hofanlage Elnröder Straße 3                                   | Elnröder Straße 3 Lage                 |              |         |       |
| Bild gesucht BW | Fachwerkhaus Mühlenweg 1                                      | Mühlenweg 1 Lage                       |              |         |       |
| Bild gesucht BW | Wohnhaus Mühlenweg 2                                          | Mühlenweg 2 Lage                       |              |         |       |
| Bild gesucht BW | Bruchsteinstallgebäude Mühlenweg                              | Mühlenweg LageFlur: 7, Flurstück: 84/1 |              |         |       |
| Bild gesucht BW | Wohnhaus Schlierbacher Straße 1                               | Schlierbacher Straße 1 Lage            |              |         |       |
| Bild gesucht BW | Haupthaus einer dreiseitigen Hofanlage Schlierbacher Straße 2 | Schlierbacher Straße 2 Lage            |              |         |       |
| Bild gesucht BW | Wohnwirtschaftsgebäude Schlierbacher Straße 3                 | Schlierbacher Straße 3 Lage            |              |         |       |
| Bild gesucht BW | ehemaliges Ernhaus Schlierbacher Straße 6                     | Schlierbacher Straße 6 Lage            |              |         |       |
| Bild gesucht BW | Ernhaus Schlierbacher Straße 8                                | Schlierbacher Straße 8 Lage            |              |         |       |